# Sigmund Ruud
Sigmund Ruud (ur. 30 grudnia 1907 w Kongsbergu, zm. 7 kwietnia 1994 w Oslo) – norweski skoczek narciarski, kombinator norweski oraz narciarz alpejski, srebrny medalista olimpijski w skokach i dwukrotny medalista mistrzostw świata w narciarstwie klasycznym.

## Kariera
Sigmund Ruud był najstarszym z trzech braci, którzy w latach trzydziestych i czterdziestych XX wieku odnosili sukcesy w skokach narciarskich. Sigmund urodził się w 1907, Birger w 1911, a Asbjørn w 1919. Wychowali się i spędzili całe życie w miejscowości Kongsberg, w prowincji Buskerud, na zawodach reprezentując tamtejszy klub Kongsberg IL.
Bracia Ruud znani byli ze specyficznego stylu skakania – z ramionami obracającymi się wzdłuż tułowia. W latach 1929–1938 wygrali siedem z jedenastu rozgrywanych wówczas konkursów o mistrzostwo świata lub mistrzostwo olimpijskie.
W 1926 S. Ruud został mistrzem Norwegii w kombinacji norweskiej w kategorii juniorów. W 1928 podczas igrzysk olimpijskich w Sankt Moritz wywalczył srebrny medal, ulegając jedynie swemu rodakowi Alfowi Andersenowi. Rok później, na mistrzostwach świata w Zakopanem zdobył tytuł mistrza świata na Wielkiej Krokwi. Ponieważ równocześnie był wtedy trenerem reprezentacji Czechosłowacji, federacja ta chciała go wystawić w zawodach jako swojego reprezentanta. W 1930 na mistrzostwach świata w Oslo wywalczył brązowy medal (wyprzedzili go tylko dwaj rodacy: Gunnar Andersen i Reidar Andersen).
Na igrzyskach w Lake Placid zajął siódme miejsce, a złoty medal zdobył jego młodszy brat Birger. Startował także cztery lata później, podczas igrzysk olimpijskich w Garmisch-Partenkirchen, tym razem w narciarstwie alpejskim. Brał tam udział w kombinacji alpejskiej, jednak z powodu kontuzji był zmuszony wycofać się po biegu zjazdowym.
W 1949 został wyróżniony medalem Holmenkollen.
W latach 1946–1955 i 1959–1967 był przewodniczącym Komitetu Skoków Narciarskich FIS.

## Osiągnięcia w skokach narciarskich

### Igrzyska olimpijskie
| Miejsce | Dzień     | Rok  | Miejscowość  | Konkurs                         | Wynik      | Strata     | Zwycięzca    |
| ------- | --------- | ---- | ------------ | ------------------------------- | ---------- | ---------- | ------------ |
| 2.      | 18 lutego | 1928 | Sankt Moritz | Skocznia normalna indywidualnie | 18.542 pkt | -0.666 pkt | Alf Andersen |
| 7.      | 12 lutego | 1932 | Lake Placid  | Skocznia normalna indywidualnie | 215.1 pkt  | -13.0 pkt  | Birger Ruud  |

### Mistrzostwa świata
| Miejsce | Dzień     | Rok  | Miejscowość | Konkurs                         | Wynik     | Strata    | Zwycięzca       |
| ------- | --------- | ---- | ----------- | ------------------------------- | --------- | --------- | --------------- |
| 1.      | 5 lutego  | 1929 | Zakopane    | Skocznia normalna indywidualnie | 227,2 pkt | -         | -               |
| 3.      | 27 lutego | 1930 | Oslo        | Skocznia normalna indywidualnie | 218,5 pkt | -5,9 pkt  | Gunnar Andersen |
| 6.      | 13 lutego | 1931 | Oberhof     | Skocznia normalna indywidualnie | 224,2 pkt | -11,8 pkt | Birger Ruud     |

## Osiągnięcia w narciarstwie alpejskim

### Igrzyska olimpijskie
| Miejsce | Dzień    | Rok  | Miejscowość            | Konkurs    | Wynik     | Strata | Zwycięzca   |
| ------- | -------- | ---- | ---------------------- | ---------- | --------- | ------ | ----------- |
| DNF     | 9 lutego | 1936 | Garmisch-Partenkirchen | Kombinacja | 99.25 pkt | -      | Franz Pfnür |